# الأفنيوز (الرياض)
الأڤنيوز الرياض هو مشروع قيد التنفيذ لبناء أحد أكبر المجمعات في الشرق الأوسط، يقع في مدينة الرياض وتنفذه شركة شمول القابضة، وتبلغ قيمته أكثر من 14 مليار ريال.
يقع المشروع عند تقاطع طريق الملك فهد وطريق الملك سلمان بحي الملقا في شمال الرياض، ويمتد على مساحة أرض تبلغ 387,654 متر مربع، ومساحة تأجيريه تبلغ 400 ألف متر مربع، ومساحة بناء إجمالية تبلغ 1,647,465 متر مربع، وسيضم فنادق عالمية، وشققا سكنية، وعيادات طبية، ومكاتب ومواقف سيارات تتسع لنحو 15 ألف مركبة.